# Зінович Дмитро Олександрович
Дмитро Олександрович Зінович (біл. Дзмітрый Аляксандравіч Зіновіч; нар. 29 березня 1995, Мінськ, Білорусь) — білоруський футболіст, захисник клубу «Іслоч».

## Клубна кар'єра
З 2012 року виступав за дубль футбольного клубу «Мінськ». У сезоні 2014 року почав залучатися до основного складу. Дебютував у Вищій лізі 6 липня 2014 року, вийшовши на заміну наприкінці матчу з «Нафтаном» (4:0). У грудні того ж року продовжив контракт із «Мінськом».
Сезон 2015 року розпочав у дублі, а в червні закріпився у стартовому складі основної команди. Проте, у липні отримав травму, через яку вибув до жовтня. Після відновлення від травм повернув місце в основному складі.
У березні 2016 року відданий в оренду берестейському «Динамо». Розпочинав сезон основним захисником динамівців, але згодом втратив місце у складі. У липні 2016 року залишив «Динамо» й незабаром приєднався до «Білшини», якій не зміг допомогти врятуватися від вильоту до Першої ліги.
У січні 2017 року повернувся до «Мінська». Сезон 2017 року розпочав як один з провідних центральних захисників мінчан. У вересні 2017 року не грав через травму. На початку сезону 2018 року закріпився у стартовому складі, однак у серпні отримав травму та вибув до завершення сезону. У червні 2019 року повернувся до складу, проте з'являвся на полі рідко, часто залишався на лаві запасних, грав за дублюючий склад.
У січні 2021 року після закінчення контракту залишив «Мінськ». Згодом став гравцем «Іслочі».

## Кар'єра в збірній
Виступав за юнацьку збірну Білорусі (U-19). 17 листопада 2014 року дебютував за молодіжну збірну у товариському матчі проти Литви. У січні 2015 року брав участь у Кубку Співдружності у Санкт-Петербурзі, зігравш у 5 матчах. У січні 2016 року провів 4 матчі в наступному розіграші Кубку Співдружності, після чого не викликався до «молодіжки».
У липні 2017 року виступав за другу збірну Білорусі на Кубку короля в Таїланді.

## Статистика виступів
| Сезон    | Дивізіон | Клуб             | Країна   | Матчі | Голи |
| -------- | -------- | ---------------- | -------- | ----- | ---- |
| 2013     | дубль    | «Мінськ»         | Білорусь | 32    | 6    |
| 2014     | Д1       | «Мінськ»         | Білорусь | 2     | 0    |
| 2015     | Д1       | «Мінськ»         | Білорусь | 8     | 0    |
| 2016 (1) | Д1       | «Динамо-Берестя» | Білорусь | 9     | 0    |
| 2016 (2) | Д1       | «Білшина»        | Білорусь | 11    | 1    |
| 2017     | Д1       | «Мінськ»         | Білорусь | 20    | 2    |
| 2018     | Д1       | «Мінськ»         | Білорусь | 17    | 0    |
| 2019     | Д1       | «Мінськ»         | Білорусь | 4     | 0    |
| 2020     | Д1       | «Мінськ»         | Білорусь | 8     | 0    |